# Duguetia neglecta
Duguetia neglecta är en kirimojaväxtart som beskrevs av Noel Yvri Sandwith. Duguetia neglecta ingår i släktet Duguetia och familjen kirimojaväxter. Inga underarter finns listade i Catalogue of Life.